# منتخب هولندا لدوري الرغبي
منتخب هولندا لدوري الرغبي هو ممثل هولندا الرسمي في المنافسات الدولية في دوري الرغبي.

## تشكيلة المنتخب

### قائمة اللاعبين
| اسم المدربين      | دور                  | التاريخ المحدد |
| ----------------- | -------------------- | -------------- |
| ديف هنتر          | المدير الفني للمنتخب | مارس 2022      |
| جايسون برويجومز   | مساعد مدرب           | يونيو 2017     |
| آدم باكر          | مساعد مدرب           | يونيو 2021     |
| جوس كوتسترا       | فيزيو                | يونيو 2017     |
| ستيفاني فان ديبين | فيزيو                | يونيو 2017     |
| ماثيو ريجبي       | مدير الفريق          | أغسطس 2019     |